# Safina Saʼdullayeva
Safina Erkinovna Saʼdullayeva (englisch Safina Sadullayeva; * 4. März 1998 in Sirdaryo) ist eine usbekische Leichtathletin, die sich auf den Hochsprung spezialisiert hat und 2023 bei den Asienspielen siegte.

## Sportliche Laufbahn
Erste internationale Erfahrungen sammelte Safina Saʼdullayeva bei den Asiatischen Jugendspielen 2013 in Nanjing, bei denen sie mit 1,55 m den sechsten Platz belegte. 2015 gewann sie bei den erstmals ausgetragenen Jugendasienmeisterschaften in Doha mit 1,74 m die Goldmedaille. Bei den Juniorenasienmeisterschaften 2016 in der Ho-Chi-Minh-Stadt belegte sie den sechsten Rang. Im September 2017 gewann sie bei den Asian Indoor & Martial Arts Games in Aşgabat die Silbermedaille mit übersprungenen 1,83 m hinter ihrer Landsfrau Nadiya Dusanova. 2018 nahm sie an den Hallenasienmeisterschaften in Teheran teil und belegte dort mit 1,75 min den vierten Platz. 2021 steigerte sie ihre Bestleistung auf 1,96 m und qualifizierte sich damit für die Olympischen Sommerspiele in Tokio, bei denen sie im Finale diese Marke einstellte und damit auf den sechsten Platz gelangte. Im Jahr darauf gelangte sie bei den Hallenweltmeisterschaften in Belgrad mit übersprungenen 1,92 m auf Rang sechs. Anfang Juni siegte sie mit 1,88 m beim Pfingstsportfest Rehlingen und belegte anschließend bei den Weltmeisterschaften in Eugene mit 1,96 m im Finale den fünften Platz. Daraufhin siegte sie mit 1,92 m beim Memoriał Kamili Skolimowskiej und gewann auch bei den Islamic Solidarity Games in Konya mit 1,97 m die Goldmedaille. Im September siegte sie mit 1,90 m bei der Hungarian GP Series - Pápa. 2023 bestritt sie kaum Wettkämpfe, startete aber im August bei den Weltmeisterschaften in Budapest mit 1,80 m in der Qualifikationsrunde aus. Im Oktober siegte sie mit 1,86 m bei den Asienspielen in Hangzhou. Im Jahr darauf belegte sie bei den Olympischen Sommerspielen in Paris mit 1,95 m im Finale den siebten Platz.
2025 gewann sie bei den Asienmeisterschaften in Gumi mit einer Höhe von 1,86 m die Silbermedaille hinter der Inderin Pooja Singh.
In den Jahren 2014 und von 2020 bis 2022 wurde Saʼdullayeva usbekische Meisterin im Hochsprung.